# Fluorid rtuťnatý
Fluorid rtuťnatý je bílá krystalická látka, která vzniká přímým slučováním rtuti a fluoru. Má strukturu fluoritu.

## Výroba
Fluorid rtuťnatý je nejčastěji vyráběn reakcí oxidu rtuťnatého a fluorovodíku.
HgO + 2 HF → HgF2 + H2O
Fluorid rtuťnatý může být také získán fluorací chloridu rtuťnatého nebo oxidu rtuťnatého.
HgCl2 + F2 → HgF2 + Cl2
2 HgO + 2 F2 → 2 HgF2 + O2

## Reakce
S vodou reaguje za vzniku fluorovodíku a oxidu rtuťnatého:
HgF2 + H2O → 2 HF + HgO

## Využití
Fluorid rtuťnatý je selektivní fluorační činidlo.